# 1980年夏季残疾人奥林匹克运动会法国代表团
1980年夏季残疾人奥林匹克运动会法国代表团是法国派出的1980年夏季残疾人奥林匹克运动会代表团。获得28枚金牌、26枚银牌和31枚铜牌。